# Bahnbetriebswerk Husum

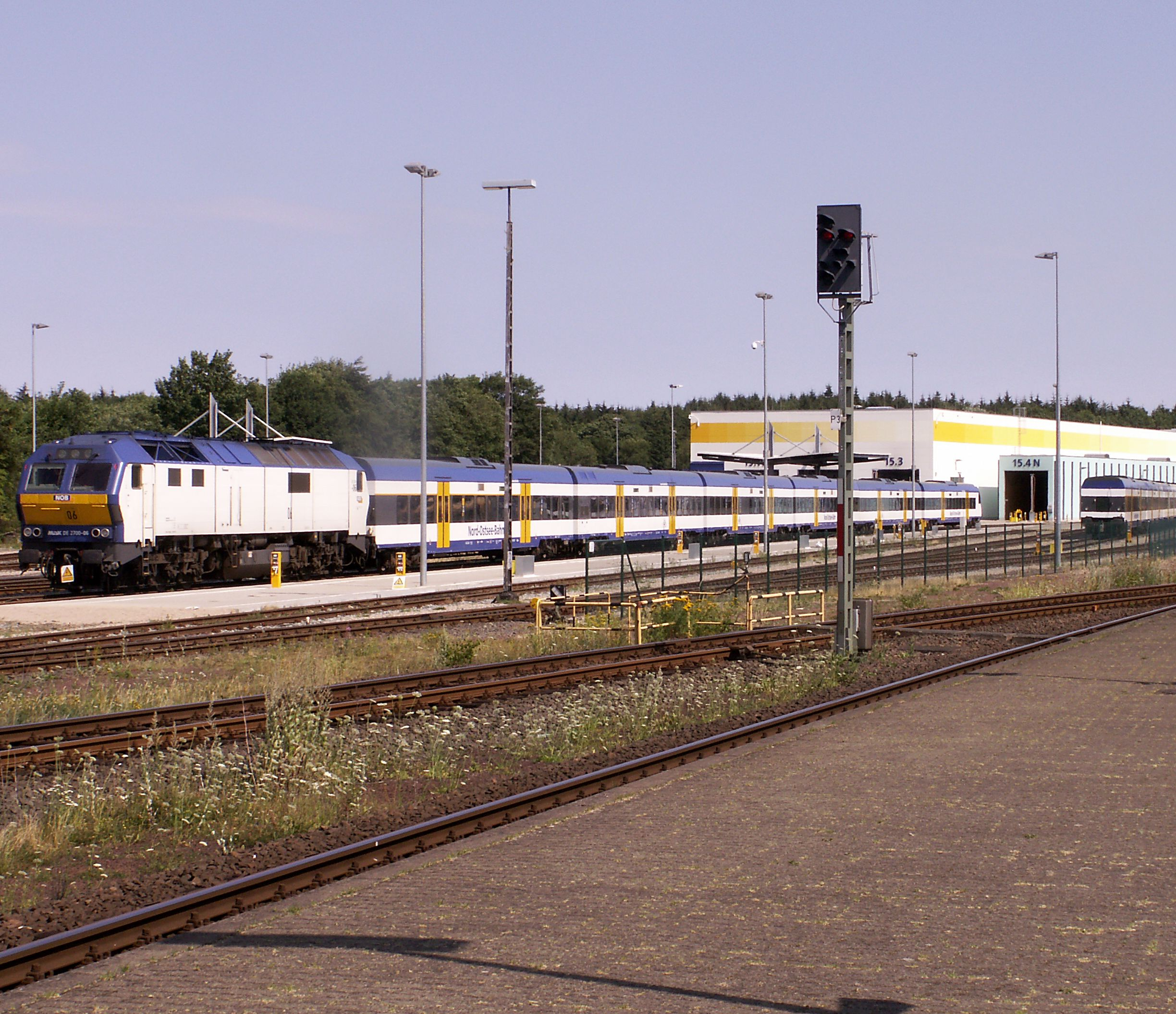
Bw Husum (2006)

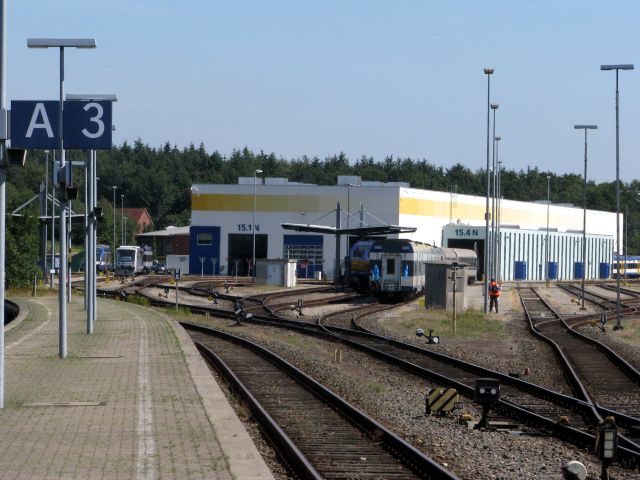
Bahnbetriebswerk der Transdev Instandhaltung GmbH in Husum (2009)

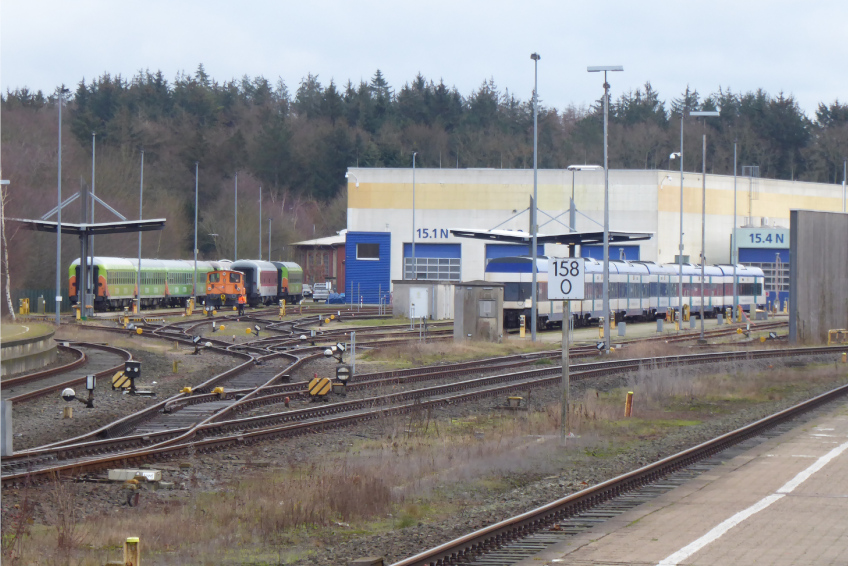
Bw Husum (2019)

Das Bahnbetriebswerk Husum der Transdev Instandhaltung GmbH (ehem. Eisenbahnwerkstatt-Gesellschaft mbh) ist der zentrale Instandhaltungsbetrieb in Husum.

## Geschichte
Ursprünglich waren in Husum zwei Betriebswerke in Betrieb. Das sogenannte BW G (G=Güterverkehr) befand sich in Nähe des ehemaligen Bahnhofs Husum-Nord . Hier befanden sich auch über annähernd 100 Jahre Verladerampen eines Güterbahnhofs, welcher für den Viehtransport des nahe gelegenen Husumer Viehmarkts ertüchtigt war. In Folge der Schließung des Viehmarkts verlor dieses Betriebswerk in den 1970er Jahren seine Bedeutung. Es war bis zum Ende der Dampfloktraktion ein Auslaufbetriebswerk für mehrere preußische Güterzuglokomotiven. Nach der Schließung dieses Werks wurde die gesamte Anlage stark zurückgebaut. Sie dient seither lediglich noch zum Abstellen der im BW P (Personenverkehr) gewarteten Züge.
Am südseitigen Zugang der Anlage, dieser befindet sich noch südlich des Bahnhofsgebäudes von Husum-Nord, steht das Elektronische Stellwerk Hf. Von hier aus werden die Gleisanlagen der Marschbahn zwischen den Bahnhöfen Husum und Bredstedt sowie das auf der Insel Sylt gelegene ESTW-A Keitum mit den beiden Bahnhöfen Morsum und Keitum ferngesteuert.
Das verbliebene Bahnbetriebswerk Husum hieß ursprünglich BW P. Von hier aus wurden die Personenzüge auf den von Husum ausgehenden Strecken bespannt. Ebenfalls wurden lange Schienenbusse und Akkumulatortriebwagen gewartet und die über den Hindenburgdamm verkehrenden Autozug-Transportwagen ausgebessert.

## Triebfahrzeuge
Am 1. Mai 1958 waren in Husum unter anderen die Lokomotiven V 20 034 und 037 sowie die V 36 201, 220 und 239 beheimatet. Mit den V 36 wurde 1958 der Gesamtverkehr auf der Bahnstrecke Husum–Bad St. Peter-Ording durchgeführt. Dabei wurden auch die VB 140 301 (BPost) und VB 140 304 (B) eingesetzt.

## Situation 2019
Seit 2006 war das Bahnbetriebswerk die zentrale Einrichtung zur Instandhaltung des Eisenbahnfuhrparks der zum Unternehmen Transdev GmbH gehörenden Nord-Ostsee-Bahn (NOB). Hinzugekommen war 2016 die Instandhaltung des Wagenmaterials der Railroad Developement Corporation (RDC), die ein Autotransportzugangebot zwischen Niebüll und Westerland in Konkurrenz zum Sylt-Shuttle betreibt.
Das Gelände befindet sich am östlichen Ende des Husumer Bahnhofgeländes an den Mausebergen. Hier verzweigen die Strecken nach Jübek und nach Elmshorn. Die Hallen und Anlagen entstanden auf zuvor brachliegendem Gebiet. Von dem ursprünglichen Betriebswerk einzig erhalten gebliebenes Gebäude ist der Rundlokschuppen. Dieser wird heute nur noch als Lagerraum genutzt. Die durchzuführenden Instandhaltungsarbeiten erfolgen in der angrenzenden, damals neu errichteten modernen Betriebswerkhalle.
Mit der Übergabe der Traktionsleistungen auf der Marschbahn an die DB Regio zum Fahrplanwechsel im Dezember 2016 war die Zukunft des Betriebswerkes unklar. Die Deutsche Bahn nutzt zur Wartung ihrer Züge die vorhandenen Kapazitäten in Neumünster und Hamburg-Langenfelde. Im November 2019 war die Situation immer noch in der Schwebe.

## Situation 2024
Die Transdev Instandhaltung GmbH (TDI) nutzt das Betriebswerk zum Instandhaltungsservice von Lokomotiven, Triebwagen, Reisezugwagen und Güterwagen.